# Xanthoparmelia equalis
Xanthoparmelia equalis är en lavart som beskrevs av Hale. Xanthoparmelia equalis ingår i släktet Xanthoparmelia och familjen Parmeliaceae.   Inga underarter finns listade i Catalogue of Life.